# Svatý Frodobertus
Frodobertus (asi 600, Troyes – 31. leden 673, Saint-André-les-Vergers) byl francouzský opat v Moutier-La Celle (Saint-André-les-Vergers) a člen mnišského řádu.
Studoval katedrální školu v Troyes a poté vstoupil do kolumbanského řádu v opatství Luxeuil. Zde byl duchovním studentem svatého Waldeberta z Luxeuil. Asi roku 655 založil opatství Moutier-La Celle poblíž Troyes a stal se jeho prvním opatem. Byl znám svým skromným životem a oddaností k modlitbě.
Jeho svátek je slaven 1. ledna.